# Jan Fennell
 Der er for få eller ingen kildehenvisninger i denne artikel, hvilket er et problem. Du kan hjælpe ved at angive troværdige kilder til de påstande, som fremføres i artiklen.

Jan Fennell er en engelsk forfatter, hundetræner, adfærdsbehandler og tv-vært.
Jan Fennell har arbejdet med hunde i over 35 år. Hun har opdrættet hunde (primært Engelsk Springer Spaniel) og vundet flere priser for sit arbejde. Hun har specialiseret sig i opdragelse og adfærdsbehandling af vanskelige hunde og hunde som ingen andre har kunnet håndtere. Jan er en populær radio- og TV-vært på BBC, og har lavet mange udsendelser om hunde.

## Metoden
Hendes metode kalder hun Amichien® Bonding (Ami=ven og Chien=hund på fransk). Jan Fennell kalder sig Hundelytter. Hendes metode er baseret på hundens eget sprog, og da hunden nedstammer fra ulven (de har næsten identisk DNA), har Jan studeret ulve og omsat de signaler som findes i ulveflokken til signaler vi mennesker kan sende vores hunde.

## Bøger
Jan er forfatter til bestselleren The Doglistener (på dansk: Hundelytteren, Borgens Forlag) Hundelytteren i Praksis samt Hundens bedste ven.
Derudover er der titler der ikke er oversat til dansk – heriblandt The 7 ages of the dog.

## DVD'er og CD'er
Jan Fennell har også udgivet to DVD'er. Én om metoden generelt – The Doglistener – samt en om det, der volder mange hundeejere problemer: Gå-turen (The Walk). Derudover har hun udgivet flere CD'er (på engelsk) om forskellige hundeproblemer. Der findes foreløbig en enkelt på dansk som Jan har lavet i samarbejde med den danske hundelytter Karina Rasmussen, som er én af Jan Fennells højest anbefalede hundelyttere på verdensplan.

## Familie
Jan Fennells søn Tony Knight er også hundelytter. Han underviser på Jans kurser i hele verden, og senest laver han tv-udsendelser om hunde i Australien.